# Tim Mayza
Timothy Gerard Mayza (né le 15 janvier 1992 à Allentown, Pennsylvanie, États-Unis) est un lanceur de relève gaucher des Blue Jays de Toronto de la Ligue majeure de baseball.

## Carrière
Joueur des Marauders de l'université de Pennsylvanie à Millersville (en), Tim Mayza est choisi par les Blue Jays de Toronto au 12e tour de sélection du repêchage amateur de 2013.
Il fait ses débuts dans le baseball majeur avec les Blue Jays de Toronto le 15 août 2017.